# 蘇霍季爾 (古西亞京區)
49°2′35″N 26°10′23″E / 49.04306°N 26.17306°E
蘇霍季爾（烏克蘭語：Суходіл），是烏克蘭的村落，位於該國西部捷爾諾波爾州，由喬爾特基夫區負責管轄，處於茲布魯奇河畔，距離西多里夫2公里，始建於1532年，面積1.97平方公里，2001年人口644。